# Ivan Nepomuk Horak
Ivan Nepomuk Horak, též Jan Nepomuk Horák (13. května 1814 Moravský Krumlov – 25. srpna 1893 Lublaň), byl rakouský podnikatel a politik slovinské národnosti (ale českého původu), v 2. polovině 19. století poslanec Říšské rady.

## Biografie
Narodil se na Moravě. Byl českého původu. Ve 30. letech 19. století se přestěhoval do Lublaně, kde pracoval v rukavičkářském průmyslu a pod vlivem Janeze Bleiweise organizoval místní řemeslníky. V roce 1856 založil Řemeslnickou pomocnou společnost a byl v ní činný až do roku 1892. Byl členem a viceprezidentem obchodní a živnostenské komory. Roku 1843 zavedl ve městě tovární výrobu glazé rukavic.
V roce 1865 byl zvolen na Kraňský zemský sněm, kde zasedal do roku 1867 a znovu v letech 1870–1877. Zemský sněm ho roku 1870 delegoval i do Říšské rady (celostátní parlament, volený nepřímo zemskými sněmy). Opětovně byl do vídeňského parlamentu delegován roku 1871 za kurii obchodních a živnostenských komor v Kraňsku. Nedostavil se ale do sněmovny a 15. února 1873 byl jeho mandát prohlášen za zaniklý.. V zemském sněmu navrhoval daňové reformy.
V letech 1861–1868 a 1876–1884 byl členem obecní rady v Lublani. Vedl měšťanskou komunální stranu, která umožnila v roce 1864 zvolení Etbina Henrika Costy starostou Lublaně. Prosadil, aby se na radnici poprvé vyvěsila slovinská vlajka. Jeho manželka Marija Murnikova organizovala slovinské ženské hnutí.